# Enno Eimers
Enno Eimers (* 19. August 1936 in Emden) ist ein deutscher Historiker mit dem Schwerpunkt preußische Geschichte.

## Leben
Nach dem Abitur am Ubbo-Emmius-Gymnasium Leer 1958 studierte Eimers bis 1964 an der Georg-August-Universität Göttingen und der Freien Universität Berlin die Fächer Alte, Mittelalterliche und Neuere Geschichte sowie Anglistik und wurde 1965 zum Verhältnis zwischen Preußen und dem Reich von 1918 bis 1923 promoviert.
Seit 1974 ist Enno Eimers Mitglied der Arbeitsgemeinschaft zur Preußischen Geschichte, davon in den Jahren 1979–2004 im Vorstand, und seit 1980 Mitglied der Preußischen Historischen Kommission. Seit 2008 redigiert Eimers die Zeitschrift Preußische Mitteilungen des Preußeninstituts. Neben seiner Arbeit zur Geschichte Preußens befasst er sich auch in verschiedenen Veröffentlichungen mit der Geschichte Ostfrieslands.
Bis 2002 unterrichtete Enno Eimers die Fächer Geschichte und Englisch am Teletta-Groß-Gymnasium Leer. Von 1970 bis 2002 bildete er Lehrer im Fach Geschichte am Staatlichen Studienseminar für das Lehramt an Höheren Schulen aus. Darüber hinaus nahm er Gastdozenturen in Oppeln und Kattowitz wahr.

## Publikationen
Monographien
- Das Verhältnis von Preußen und Reich in den ersten Jahren der Weimarer Republik (1918–1923) (= Schriften zur Verfassungsgeschichte. Band 11). Dissertation. Duncker und Humblot, Göttingen / Berlin 1969.
- Preußen und die USA 1850 bis 1867. Transatlantische Wechselwirkungen (= Quellen und Forschungen zur brandenburgischen und preußischen Geschichte. Band 28). Duncker und Humblot, Berlin 2004, ISBN 3-428-11577-5.
- Kleine Geschichte der Stadt Leer. Schuster, Leer 1993, ISBN 3-7963-0293-9.
- Die Berichte Rönnes aus den USA 1834–1843 im Rahmen der Beziehungen Preußen-USA 1785 bis 1867. Die Annäherung von Preußen und den USA. (= Quellen und Forschungen zur Brandenburgischen und Preußischen Geschichte (QUF). Band 46). Duncker & Humblot, Berlin 2013, ISBN 978-3-428-14189-0.

Aufsätze (Auswahl):
- Die Eingliederung Ostfrieslands in den Preußischen Staat. In: Peter Baumgart (Hrsg.): Expansion und Integration. Zur Eingliederung neugewonnener Gebiete in den preußischen Staat. Böhlau, Köln / Wien 1984, ISBN 3-412-06683-4, S. 119–164.
- Geschichte im Zeichen der Reform der Sek. II in Niedersachsen. In: Geschichte, Politik und ihre Didaktik. 20. Jg. (1992), S. 185–193.
- Rönne im Auftrag des Königs von Preußen als Schiedsrichter bei den Differenzen zwischen den USA und Mexiko 1841/42. In: Rolf Sauerzapf, Jürgen W. Schmidt (Hrsg.): Ein Leben für Preußen. Festschrift zum 75. Geburtstag von Prof. Dr. Wolfgang Stribrny. Ludwigsfelder Verlagshaus, Ludwigsfelde 2010, ISBN 978-3-933022-64-6, S. 10–23.
- Oberschlesien während der Unruhen in den ersten Jahren der Weimarer Republik. In: Patrick Merziger u. a. (Hrsg.): Geschichte, Öffentlichkeit, Kommunikation. Festschrift für Bernd Sösemann zum 65. Geburtstag. Steiner, Stuttgart 2010, ISBN 978-3-515-09651-5, S. 383–404.